# الاتحاد اللبناني لكرة القدم
الاتحاد اللبناني لكرة القدم (بالفرنسية: Fédération Libanaise de Football)‏ هو الاتحاد المسؤول عن إدارة نشاط كرة القدم في لبنان. تأسس في عام 1933م وانضم إلى الاتحاد الدولي لكرة القدم في 1935م ثم انضم إلى الاتحاد الآسيوي لكرة القدم في 1964م.

## طالع
- كرة القدم النسوية في لبنان